# Bystraja
Bystraja (vitryska: Быстрая) är ett vattendrag i Belarus. Det ligger i den nordöstra delen av landet, 230 km öster om huvudstaden Minsk.
Omgivningarna runt Bystraja är en mosaik av jordbruksmark och naturlig växtlighet. Runt Bystraja är det ganska glesbefolkat, med 39 invånare per kvadratkilometer.